# George Nelson (Designer)
George Nelson (* 29. Mai 1908 in Hartford, Connecticut; † 5. März 1986 in New York City) war ein US-amerikanischer Designer und Architekt.

## Leben
Nelson studierte Architektur an der Yale University von 1924 bis 1928. Ein Stipendium führte ihn von 1932 bis 1934 an die American Academy in Rome. Er machte als Mitherausgeber associate editor, 1935–1943 und consultant editor, 1944–1949 der Zeitschrift Architectural Forum auf sich aufmerksam. Nelson avancierte in den Folgejahren zu einem der einflussreichsten Designtheoretiker der USA.
Mit einem 1944 in Architectural Forum erschienenen Artikel über Wohnungsbau und Möbeldesign erregte er die Aufmerksamkeit von D. J. DePree, dem Chef der Möbelfirma Herman Miller. Kurze Zeit später wurde er zum Design-Director der Möbelfirma, eine Position, die er bis 1972 innehatte. Zudem gründete er 1947 gemeinsam mit Gordon Chadwick ein Büro für Industriedesign. George Nelson konnte Charles und Ray Eames langfristig an Herman Miller binden. Während Nelsons Tätigkeit bei Miller gelangten die Eames zu ihren größten Erfolgen. Der Designer Charles Pollock entwickelte mit Nelson zusammen den Swag Leg Chair bevor er seit 1958 mit Knoll International und Jerry Helling von Bernhardt Design zusammenarbeitete.
George Nelsons eigene Entwürfe waren insbesondere im Büromöbelbereich wegweisend. Heute zählen der Coconut Chair, das Marshmallow Sofa und die Wand- und Tischuhren zu den bekanntesten Entwürfen Nelsons. Seine gestalterischen Freiheiten leitete er aus der Erkenntnis ab, dass die menschlichen Bedürfnisse vielfältig, oft unvorhersehbar und kaum quantifizierbar, aber dafür komplex, subtil und mysteriös sind. George Nelson erhielt zahlreiche Preise und Auszeichnungen.
Vitra produziert seine Entwürfe seit 1957. Im Vitra Design Museum befindet sich das Archiv von George Nelson.

## Galerie

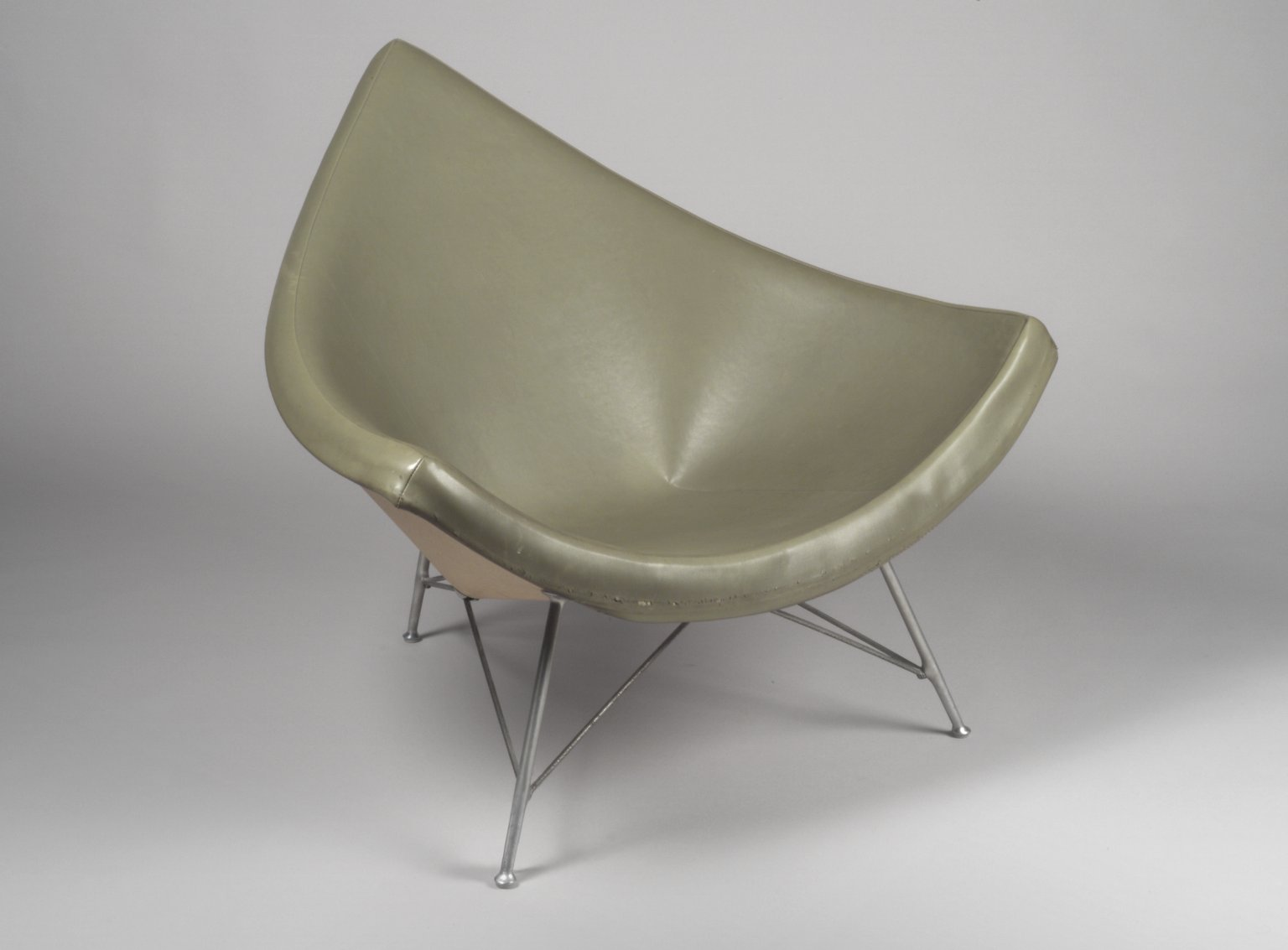
Coconut Chair, 1958
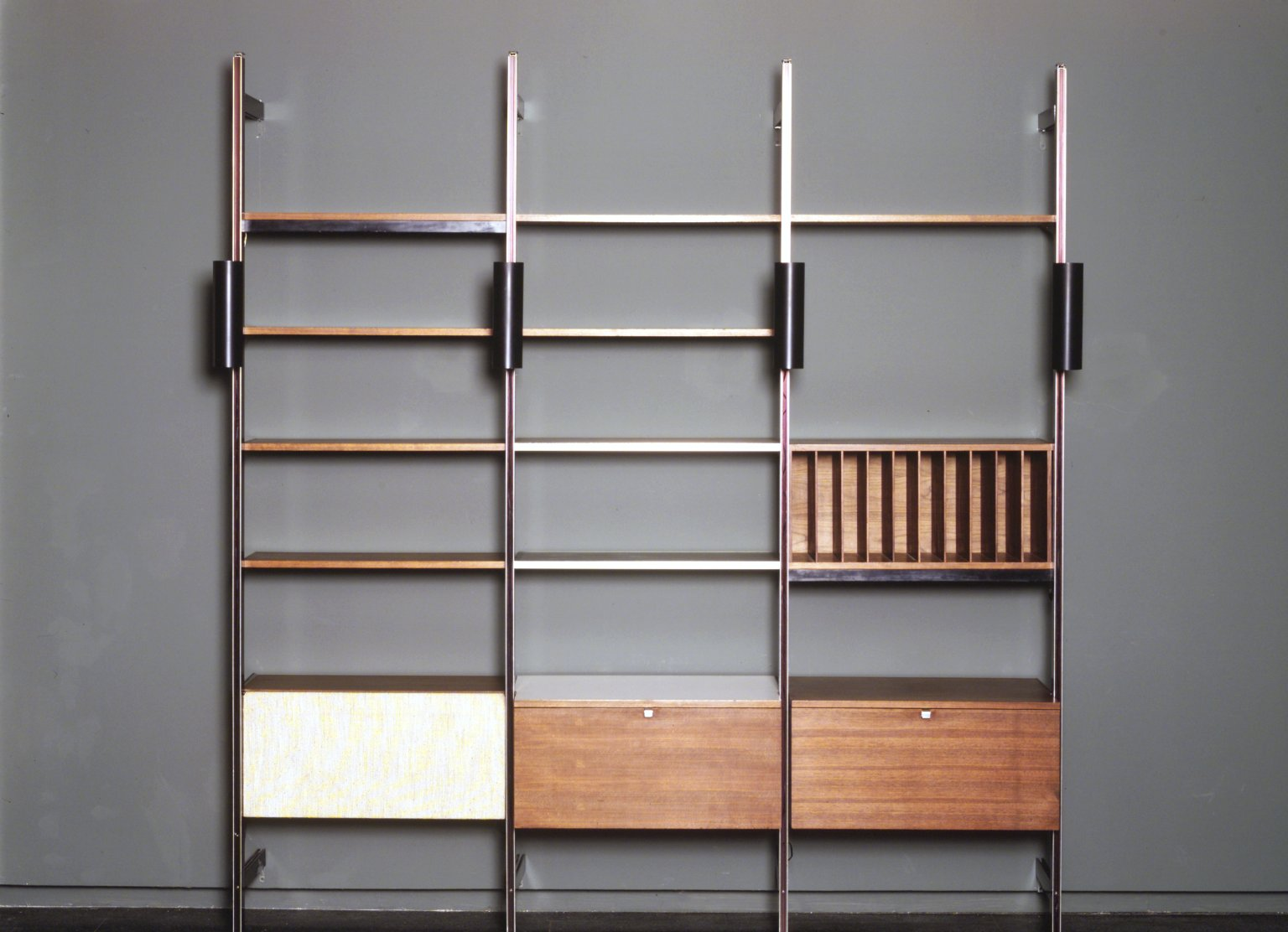
Comprehensive Storage Unit, 1966–1968
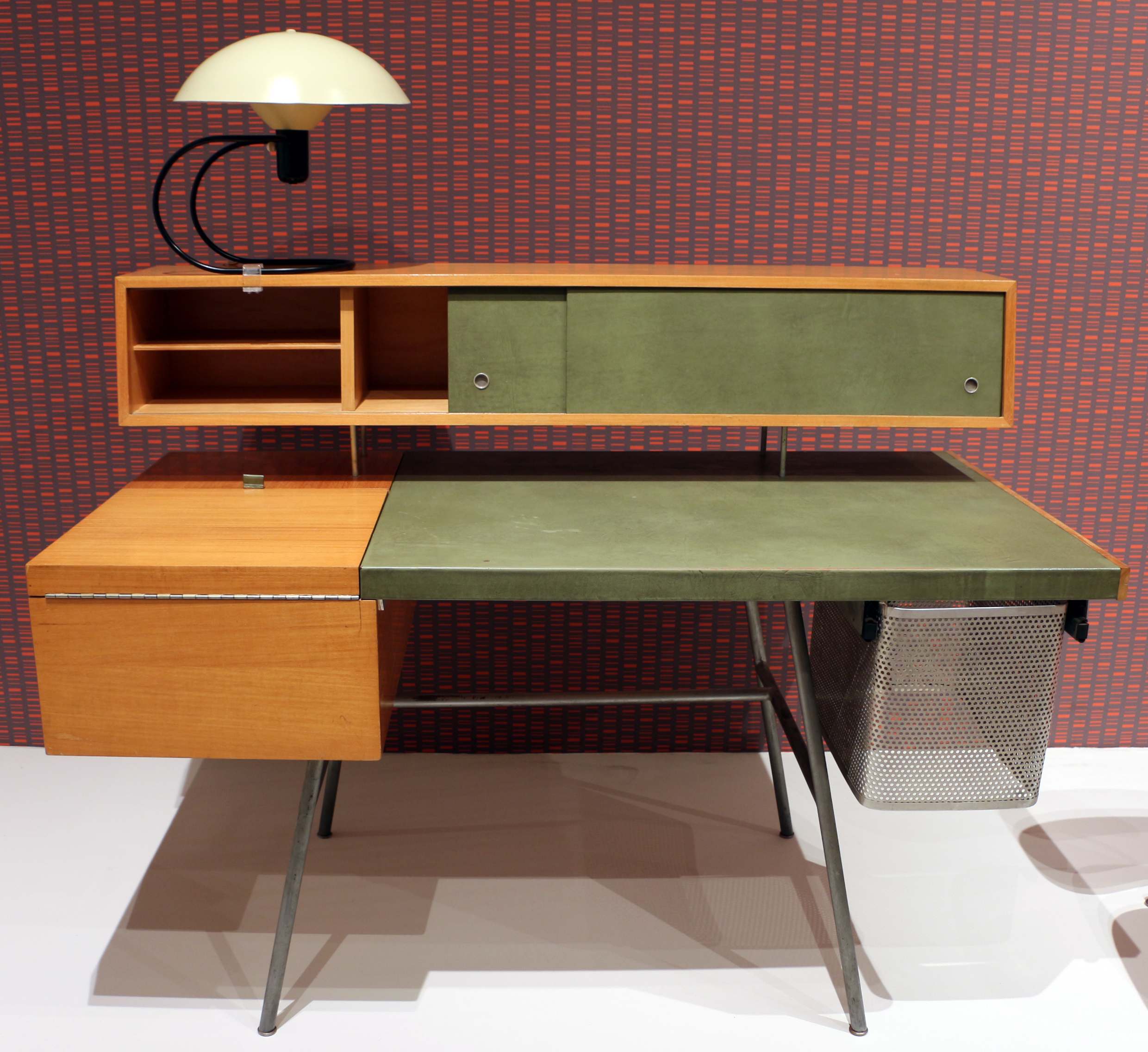
George Nelson & Associates for Miller Furniture Company, 1946
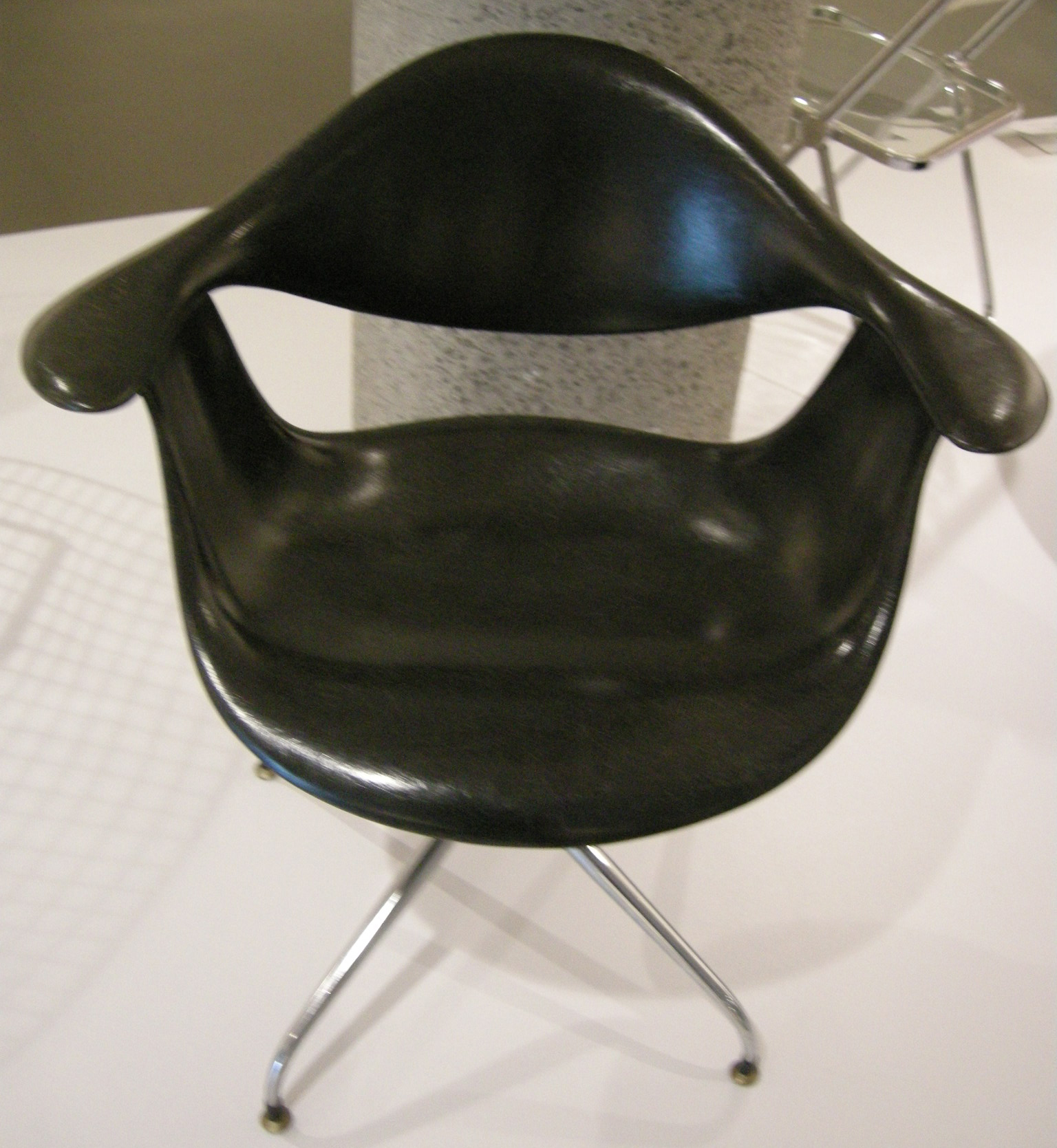
Armchair, 1956

## Auszeichnungen (Auswahl)
- Rome Prize for architecture, 1932
- Best Office of the Year, New York Times, 1953
- Gold Medal, Art Directors Club of New York, 1953
- Good Design Award, Museum of Modern Art, 1954

## Entwürfe (Auswahl)
- Action Office Desk (1964)
- Sheet Ball Clock (um 1950)
- Platform Bench (um 1950)
- Marshmallow Sofa (1956, gemeinsam mit Irving Harper)
- Modular Sofa System (1956)